# Chang'anying (socken)
Chang'anying (kinesiska: 长安营, 长安营乡) är en socken i Kina. Den ligger i provinsen Hunan, i den södra delen av landet, omkring 360 kilometer sydväst om provinshuvudstaden Changsha. Antalet invånare är 5382. Befolkningen består av 2 495 kvinnor och 2 887 män. Barn under 15 år utgör 16,0 %, vuxna 15-64 år 72 %, och äldre över 65 år 10,0 %.
Genomsnittlig årsnederbörd är 1 831 millimeter. Den regnigaste månaden är juni, med i genomsnitt 271 mm nederbörd, och den torraste är december, med 64 mm nederbörd.